# Oceanic (album Vangelisa)
Oceanic – wydany w 1996 roku album Vangelisa.

## Lista utworów
1. Bon Voyage (2:32)
2. Sirens' Whispering (7:59)
3. Dreams of Surf (2:43)
4. Spanish Harbour (6:42)
5. Islands of the Orient (7:24)
6. Fields of Coral (7:43)
7. Aquatic Dance (3:43)
8. Memories of Blue (5:40)
9. Song of the Seas (6:11)

Kompozycja, aranżacja, produkcja i wykonanie - Vangelis.